# Bratislava filiálka

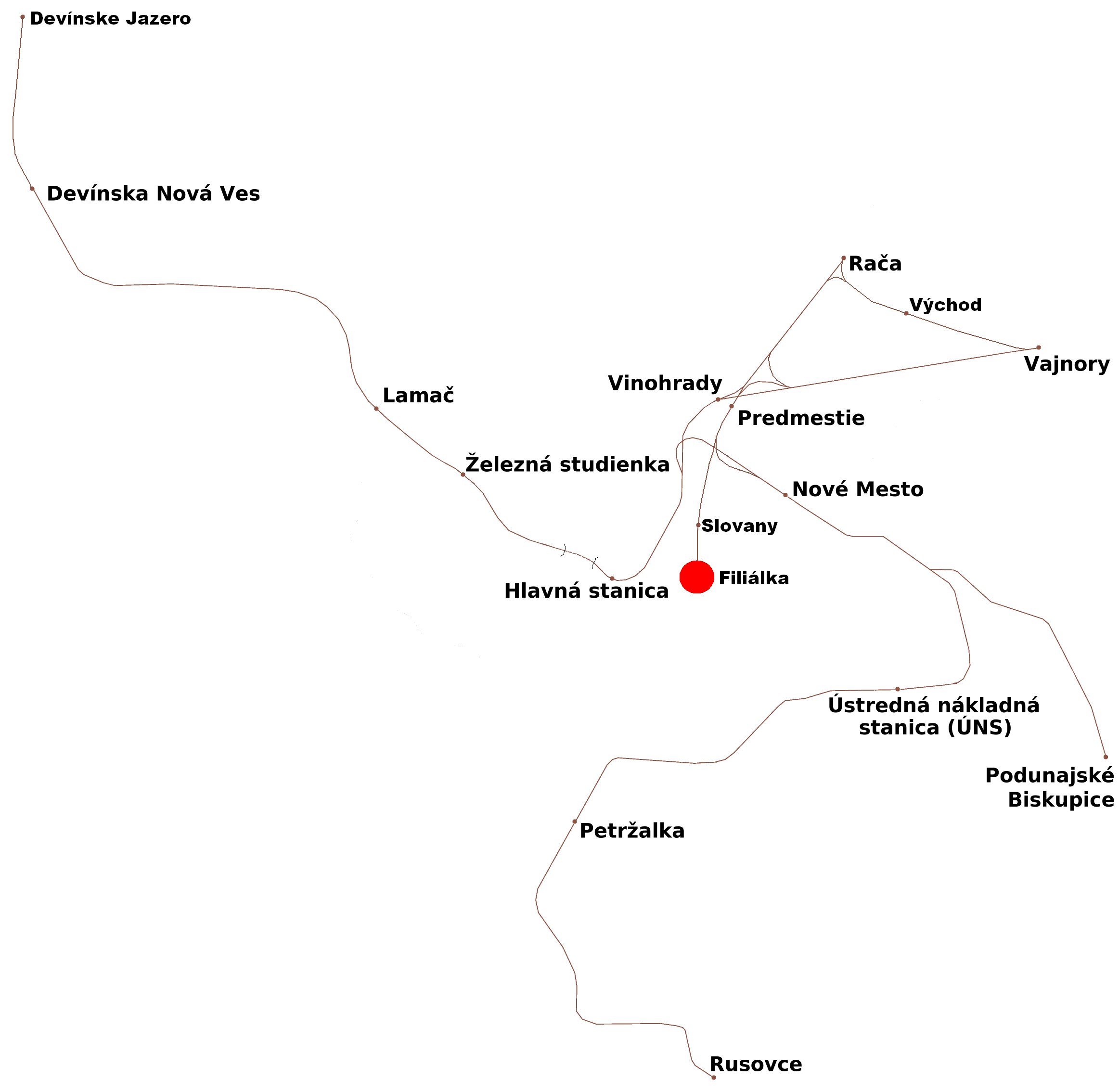
Lokalizace stanice v Bratislavě

Bratislava filiálka je nádraží v bratislavské městské části Nové Mesto.

## Historie
Původní nádraží určené pro osobní dopravu ještě z časů koněspřežné dráhy Bratislava – Trnava – Sereď, které se od dnešního nachází jižním směrem, mělo svoji nádražní budovu, a ta se zachovala. Vzhledem k vzrůstající nákladní dopravě byla později celá stanice přesunuta na dnešní místo. Od roku 1973 tu končily osobní vlaky z Trnavy. O čtyři roky později tu jezdily dva páry vlaků během pracovního dne, vždy ráno a v poledne. Další pár pak jezdil v neděli večer. Roku 1985 byla dokončena elektrifikace trati Púchov - Bratislava, která ji žel obešla, a osobní doprava sem tak skončila 1. června 1985. V současnosti[kdy?] slouží úsek od stanice Bratislava predmestie do této jako vlečka. V roce 2021 je trať zcela bez provozu a zanedbaná. 
Stanice se nachází v zastavěné obytné oblasti a její severní i jižní strana je chráněná betonovou zdí. Aby nebylo nutné stanici obcházet, byla přemostěna lávkou pro pěší. Od 1. června 1985 však kvůli nezájmu cestujících začaly prvky, určené pro osobní dopravu, chátrat.
Po roce 1989 nastal ve městě investiční rozvoj a objevil se záměr tuto oblast zastavět; vedení městské části Nové Mesto projevilo zájem o zastavění plochy nádraží. ŽSR však mají[kdy?] zájem obnovit zde provoz, avšak již v jiné podobě – tedy převést železnici pod zem.[zdroj⁠?!] Tak by bylo možné jak zachovat nádraží, tak uvolnit půdu pro možnou budoucí výstavbu. Financování nové stavby již bylo schválené[kdy?] z prostředků Evropské unie; po znovuzprovoznění sem mají zajíždět vlaky z Rakouska.[zdroj⁠?!] Nová trať má být součástí koridoru pro vysokorychlostní vlaky, příkl. TGV z Francie.[zdroj⁠?!]
Projekt obnovy z roku 2012 byl pozastaven. Roku 2020 v souvislosti s představením návrhů obnovy budovy Istropolis Bratislavský kraj projevil ambici znovuoživení Filiálky v souladu s trendem budování integrovaných přestupních zastávek, sítě záchytných parkovišť a záměrem realizace bratislavského železničního uzlu. Bratislava ve spolupráci s ŽSR a ministerstvem dopravy údajně připravuje studii lokality Filiálka tak, aby se našlo a navrhlo nejvhodnější řešení. Zfunkčnění stanice však podle městské mluvčí není a nebude podmínkou pro povolení stavebních zásahů do plochy Istropolisu.